# Kóstas Zouráris
Konstantínos « Kóstas » Zouráris (grec moderne : Κωνσταντίνος «Κώστας» Ζουράρις), né en 1940 à Thessalonique, est un enseignant, professeur et homme politique grec.

## Biographie

### Études
Il étudie le droit à Thessalonique puis les sciences politiques à Paris. Il participe à Mai 68.
Il enseigne ensuite les sciences politiques à l'université Paris-VIII.

### Engagement politique
Kóstas Zouráris est dans un premier temps membre du parti eurocommuniste KKE int. (scission du Parti communiste de Grèce en 1968). Il fut aussi journaliste au quotidien Makedonía.
Il est l'un des protagonistes du débat autour du nom de la Macédoine. 
Aux élections législatives grecques de janvier 2015, il est élu député au Parlement grec sur la liste des Grecs indépendants dans la première circonscription de Thessalonique.

## Ouvrages
- Alpha vers, 1987.
- Γελάς Ελλάς Αποφράς: Στοιχεία και στοιχειά στην ρωμέηκη αγχιβασίην, 1990, 1999.
- Άθλια άθλα θέμεθλα, 1997.
- Λ.Ο.Κ. Λόγοι οβρίμων καταδρομών, 1998.